# Hägringen
Hägringen är en svensk dramafilm från 1959, i regi av Peter Weiss och med Staffan Lamm i huvudrollen. Handlingen följer en man som anländer till Stockholm, där han hamnar i en rad underliga situationer. Weiss, mest känd som författare, hade tidigare gjort ett antal svenska kortfilmer. Hägringen blev hans enda långfilm. Mottagandet blev starkt delat; recensionerna var ömsom mycket positiva och ömsom mycket negativa. Författaren och litteraturkritikern Artur Lundkvist kallade Hägringen "den hittills främsta svenska avantgardefilmen".

## Rollista
| Staffan Lamm        | – ung man              |
| Gunilla Palmstierna | – ung kvinna           |
| Birger Åsander      | – kraftig man med hatt |
| Lars Edström        | – skrattande man       |
| Tor-Ivan Odulf      | – arg man              |